# 達佛聯合保護部隊
達佛聯合保護部隊（Darfur Joint Protection Force），簡稱達佛聯合部隊（Joint Darfur Force），是2023年4月蘇丹內戰爆發後，於法希爾戰役期間成立的中立武裝部隊，目的為保護當地平民。4月27日，蘇丹解放運動（明納韋派）、正义和平等运动、蘇丹全國聯盟與蘇丹解放力量聯合等四股曾簽署2020年朱巴和平協議的民兵共同組成達佛聯合保護部隊，由達爾富爾地區權力機構行政長官明尼·明納韋領導。
達佛聯合保護部隊被外界批評未能保護當地平民的安全，在平民被殺時沒有即時到場阻止，聯合部隊的媒體發言人則表示部隊能力有限且缺乏補給，難以在達佛全境部署士兵。
2023年11月16日，蘇丹解放運動（明納韋派）與公義平等運動宣布放棄中立立場，將與蘇丹武裝部隊共同對抗快速支援部隊；蘇丹解放運動（過渡委員會派）蘇丹解放力量聯合與蘇丹全國聯盟則表示將維持中立，繼續執行保護平民的任務。